# یواس‌اس الاکریتی (ام‌اس‌او-۵۲۰)
یواس‌اس الاکریتی (ام‌اس‌او-۵۲۰) (به انگلیسی: USS Alacrity (MSO-520)) یک کشتی بود که طول آن ۱۹۰ فوت (۵۸ متر) بود. این کشتی در سال ۱۹۵۷ ساخته شد.